# Liste des évêques de Crémone
 (février 2025).
Si vous disposez d'ouvrages ou d'articles de référence ou si vous connaissez des sites web de qualité traitant du thème abordé ici, merci de compléter l'article en donnant les références utiles à sa vérifiabilité et en les liant à la section « Notes et références ».
Sont donnés ici les évêques du diocèse de Crémone, en Italie.
- Stefano I † (320-342)
- Sirino I † (342-380)
- Auderio † (381-391)
- Corrado † (IVe – Ve siècle)
- Vincenzo † (407-?)
- San Sirino II † (422-451)
- Giovanni  † (451-?)

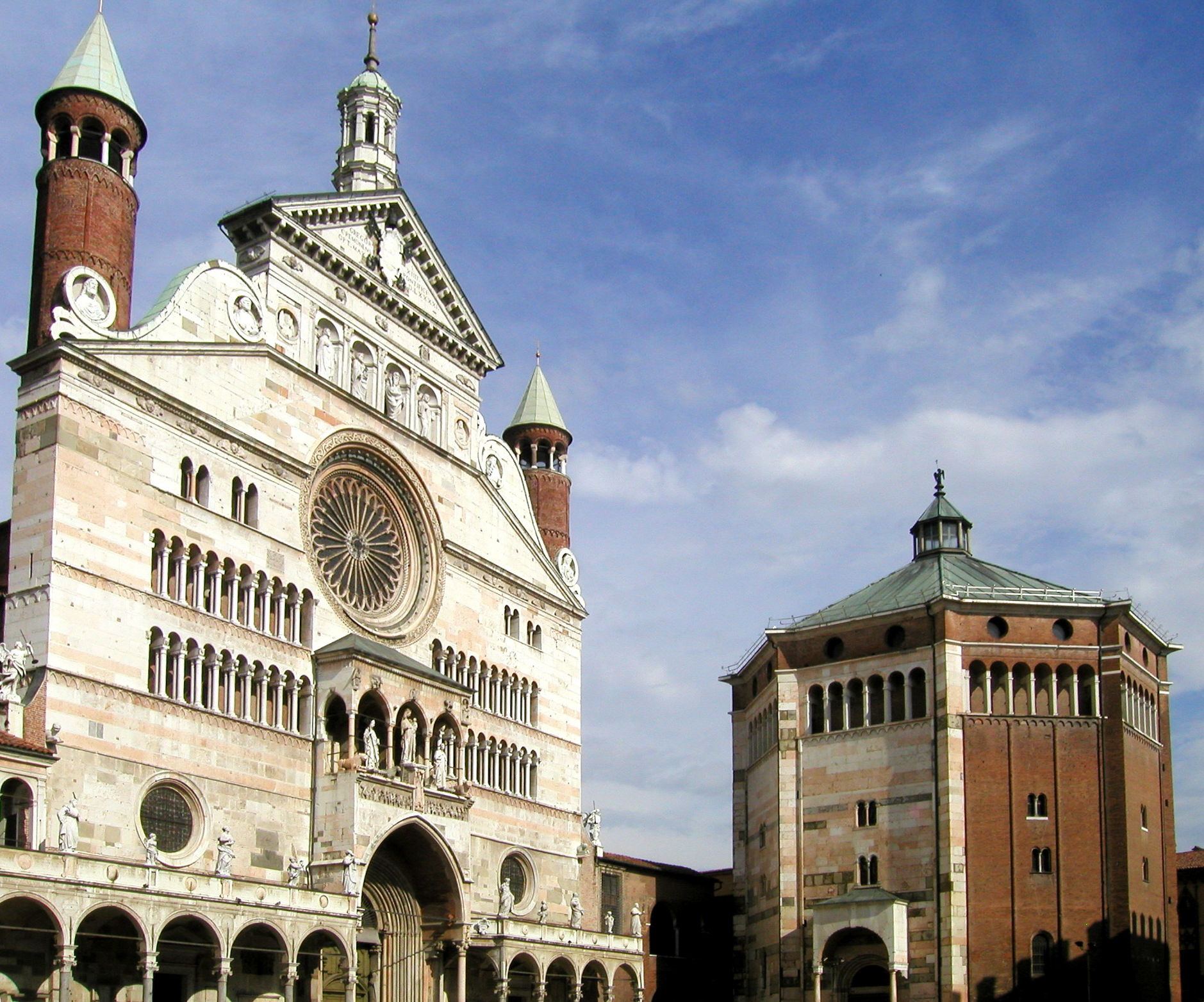
Cathédrale de Crémone

- Eustasio ou Eustachio † (491-vers 513)
- Crisogono † (513-537)
- Felice † (537-562)
- Creato † (563-vers 584)
- Sisto † (584-vers 609)
- Desiderio I † (609-610)
- Anselmo † (610-?)
- Eusebio † (circa 637-?)
- Bernardo † (670-?)
- Desiderio II † (679-?)
- Zeno, O.S.B. † (703-?)
- Silvino † (733-?)
- Stefano II † (776-?)
- Walfredo (Wolfoldus)  † (816-818)
- Atto † (818-823 )
- Siniperto degli Addobati † (823-?)
- Pancoardo † (840-vers 851)
- Benedetto † (vers 851-vers 878)
- Lando † (circa 878-?)
- Giovanni II † (vers 915-924)
- Darimberto † (924-961)
- Liutprand † (961-972)
- Olderico † (vers 975-1004)
- Landolfo † (1004-1030/1031)
- Ubaldo † (1030/1031-vers 1074)
- Arnolfo † (circa 1074-vers 1087)
- Oberto † (circa 1087-vers 1096)
- Gualtiero † (1096-?)
- Ugo † (1117-1117)
- Uberto † (1117-1162)
- Presbitero † (1162/1163-1167)
- Sant'Emanuele, O.Cist. † 1167-1168)
- Offredo degli Offredi † (1168-1185)
- Sicardo † (1185-1215)
- Omobono de Madalberti † (vers 1215-1248)
  - Giovanni Buono de Geroldi † (1248-1249)
- Bernerio † (1249-vers 1260)
- Cacciaconte da Somma † (1261-1288)
- Ponzio Ponzoni † (1288-1290)
- Bonizone † (vers 1290-vers 1296)
- Ranieri del Porrina † (1296-1312)
- Egidiolo Bonseri † (1312-1317)
- Egidio Madalberti † (1317-1327)
- Ugolino di San Marco, O.P. † (1327-1349)
  - Dondino † (1328-1331) (anti-évêque)
- Ugolino Ardengheri † (1349-1361)
- Pietro Capello † (1361-1383)
- Marco Porri † (1383-1386) nommé évêque de  Ceneda
- Giorgio Torti † (1386-1389)
- Tommaso Visconti, O.E.S.A. † (1390-1390) nommé évêque de  Brescia
- Francesco Lante, O.F.M. † (1390-1401) nommé évêque de Bergame
- Pietro Grassi † (1401-1402) nommé évêque de  Pavie
- Francesco Lante, O.F.M. † (1402-1405)
- Bartolomeo Capra † (1405-1411)
- Costanzo Fondulo † (1412-1423)
- Venturino de Marni, O.S.B. † (1423-1457)
- Bernardo Rossi † (1458 1466) nommé évêque de  Novare
- Giovanni Stefano Bottigella † (1466-1476)
- Giacomo Antonio della Torre † (1476-1486) 
  - Ascanio Maria Sforza † (1486-1505) (administrateur apostolique)
  - Galeotto Franciotti della Rovere † (1505-1507) (administrateur apostolique)
- Gerolamo Trevisan, O.Cist. † (1507-1523)
- Benedetto Accolti † (1523-1549)
  - Pietro Accolti (1524-1528) (administrateur)
- Francesco Sfondrati † (1549-1550)
  - Federico Cesi † (1551-1560) (administrateur apostolique)
- Niccolò Sfondrati † (1560-1590) élu  pape Grégoire XIV
- Cesare Speciano (Speciani) † (1591-1607)
- Paolo Emilio Sfondrati † (1607-1610)
- Giovanni Battista Brivio † (1610-1621)
- Pietro Campori † (1621-1643)
- Francesco Visconti † (1643-1670)
- Pietro Isimbardi, O.Carm. † (1670-1675)
- Agostino Isimbardi, O.S.B.Cas. † (1675-1681)
- Lodovico Settala † (1681-1697)
- Alessandro Croce † (1697-1704)
- Carlo Ottaviano Guasco † (1704-1717)
- Alessandro Maria Litta † (1718-1749)
- Ignazio Maria Fraganeschi † (1749-1790)
- Omobono Offredi † (1791-1829)
- Carlo Emanuele Sardagna de Hohenstein † (1830-1837)
- Bartolomeo Casati † (1839-1844)
- Carlo Bartolomeo Romilli † (1846-1847 nommé archevêque de   Milan)
- Antonio Novasconi † (1850-1867)
- Geremia Bonomelli (it) † (1871-1914)
- Giovanni Cazzani (it) † (1915-1952)
- Danio Bolognini † (1952-1972)
- Giuseppe Amari † (1973-1978) nommé évêque de  Vérone
- Fiorino Tagliaferri (it) † (1978-1983)
- Enrico Assi † (1983-1992)
- Giulio Nicolini (it) † (1993-2001)
- Dante Lafranconi (2001-2015)
- Antonio Napolioni (depuis 2015)